# Jabbertalky
Jabbertalky est un jeu vidéo de lettres créé par Norman Lane et Bernie DeKoven et publié par Automated Simulations en 1981 sur Apple II et TRS-80. Il propose trois modes de jeux différents : Free Verse, Alphagrammar et Cryptogrammar. Dans le premier, le programme affiche à l’écran des phrases créées aléatoirement  à partir de mots prédéfinis. Le second est une sorte de jeu du pendu, appliqué à une phrase entière, et le dernier est un jeu de cryptographie. Les deux derniers modes incluent un système de score et peuvent être joués à plusieurs,,,.